# لي شين يانغ
لي شين يانغ (هانغل: 이신영) (من مواليد 24 يناير 1998) هو ممثل كوري جنوبي. أبرز أدواره كانت في المُسلسلين هبوط طارئ للحب (2019) وكيف تشتري صديق (2020).

## وصلات خارجية
- لي شين يانغ على موقع IMDb (الإنجليزية)